# İcikli
İcikli ist ein Dorf im Landkreis Baklan der türkischen Provinz Denizli. İcikli liegt etwa 66 km nordöstlich der Provinzhauptstadt Denizli und 11 km nordwestlich von Baklan. İcikli hatte laut der letzten Volkszählung 271 Einwohner (Stand Ende Dezember 2010).